# Bahamas en los Juegos Olímpicos de Tokio 1964
Bahamas estuvo representada en los Juegos Olímpicos de Tokio 1964 por un total de 11 deportistas que compitieron en 2 deportes.  

## Medallistas
El equipo olímpico de Bahamas obtuvo las siguientes medallas:
| Nombre                      | Deporte | Competición |
| --------------------------- | ------- | ----------- |
| Oro                         |         |             |
| Durward Knowles Cecil Cooke | Vela    | Star M      |
| Plata                       |         |             |
| —                           |         |             |
| Bronce                      |         |             |
| —                           |         |             |